# Puccinia paradoxica
Puccinia paradoxica ist eine Ständerpilzart aus der Ordnung der Rostpilze (Pucciniales). Der Pilz ist ein Endoparasit von Melica smithii. Symptome des Befalls durch die Art sind Rostflecken und Pusteln auf den Blattoberflächen der Wirtspflanzen. Sie ist im Norden der USA verbreitet.

## Merkmale

### Makroskopische Merkmale
Puccinia paradoxica ist mit bloßem Auge nur anhand der auf der Oberfläche des Wirtes hervortretenden Sporenlager zu erkennen. Sie wachsen in Nestern, die als gelbliche bis braune Flecken und Pusteln auf den Blattoberflächen erscheinen.

### Mikroskopische Merkmale
Das Myzel von Puccinia paradoxica wächst wie bei allen Puccinia-Arten interzellulär und bildet Saugfäden, die in das Speichergewebe des Wirtes wachsen. Aecien oder Spermogonien der Art sind nicht bekannt. Die gelbbraunen bis orangen Uredien des Pilzes wachsen unterseitig auf den Blattoberflächen der Wirtspflanze. Ihre gelben Uredosporen sind breit ellipsoid bis kugelig, 20–25 × 17–20 µm groß und fein stachelwarzig. Die blattunterseitig wachsenden Telien der Art sind zimtbraun, früh offenliegend und kompakt. Die haselnussbraunen Teliosporen sind zweizellig, variabel geformt (in der Regel ellipsoid) und 30–38 × 19–23 µm groß; ihre Stiele sind hyalin und bis zu 25 µm lang.

## Verbreitung
Das bekannte Verbreitungsgebiet von Puccinia paradoxica umfasst den US-Bundesstaat Michigan.

## Ökologie
Die Wirtspflanze von Puccinia paradoxica ist Melica smithii. Der Pilz ernährt sich von den im Speichergewebe der Pflanzen vorhandenen Nährstoffen, seine Sporenlager brechen später durch die Blattoberfläche und setzen Sporen frei. Die Art verfügt über einen Entwicklungszyklus, von dem bislang lediglich Telien und Uredien sowie deren Wirt bekannt sind; Spermogonien und Aecien konnten dem Pilz nicht zugeordnet werden.